# Gliese 318
Gliese 318 är en ensam stjärna i mellersta delen av stjärnbilden Kompassen. Den har en skenbar magnitud av ca 11,85 och kräver ett kraftfullt teleskop för att kunna observeras. Baserat på jordbaserad parallaxmätning på ca 113,6 mas, beräknas den befinna sig på ett avstånd på ca 29 ljusår (ca 9 parsek) från solen (andra källor ger ett avstånd på 26 ljusår). Den rör sig bort från solen med en heliocentrisk radialhastighet på ca 29 km/s.

## Egenskaper
Gliese 318 är en vit dvärgstjärna av spektralklass DA5.5. Den har en massa som är ca 0,45 solmassa och har ca 0,0015 gånger solens utstrålning av energi från dess fotosfär vid en effektiv temperatur av ca 9 100 K.